# August Siemsen
August Siemsen nació en 1884 en Westfalia en una familia luterana y falleció en marzo de 1958.  Era hijo de un pastor. Estudió historia, lengua y literatura alemana ( germanística) en las universidades de Gotinga, Múnich y Tubinga. Su hermana Anna Siemsen (1882-1951) fue una gran escritora y pedagoga.  

### Militancia política
Trabajó como maestro en Essen y fue un militante político de izquierda, además de pedagogo y periodista.  Presidió el partido liberal de izquierda Fortschittliche Volkspartei (Partido Popular Progresista) y en 1915 se sumó al Partido Socialdemócrata Alemán (SPD).
En 1919 representó al Partido Socialdemócrata Alemán Independiente en el parlamento de la ciudad de Essen. En 1920 fue detenido por apoyar una huelga general contra el golpe de Estado de Kapp. Volvió al  Partido Socialdemócrata Alemán y en 1922 fue elegido diputado del Reichstag en 1930 (Friedmann, 2010).  
En 1922 y 1923 fue consejero de estudio en la escuela secundaria de Berlín Neukoln. En 1924 fue director de los cursos nocturnos de Jena.  Escribió una serie de documentos políticos y pedagógicos en las revistas Educación Socialista y Cultura Socialista.
En 1931 formó parte del bloque opositor de izquierda del SPD  en el Reichstag ( Parlamento Alemán) que se opuso al  proyecto de construcción de  acorazados del gobierno alemán (Schnorbach, 2005).  El bloque del SPD se abstuvo durante la votación por lo cual los miembros disidentes que votaron en  contra entre ellos Siemsen, fueron acusados de romper la disciplina partidaria y expulsados del partido (Schnorbach, 2005). Siemsen entonces participó en 1931 en la fundación del Soziaslistische Arbeiterpartei Deutschlands (SAP)  o bien Partido Socialista Obrero de Alemania. Fue dirigente de dicho partido hasta el año de 1933.  El nuevo partido convocó a una alianza del movimiento obrero para detener al nazismo y defender la democracia.

### Arribo a la Argentina
En abril de 1933 luego de la asunción del poder de Hitler en Alemania, Siemsen se exilió en Suiza junto a su hermana Anna, donde se desempeñó como periodista en publicaciones de izquierda utilizando seudónimos por motivos de seguridad, ya que corría el riesgo de ser deportado a Alemania (Schnorbach, 2005). A principios de febrero del año 1936 llegó a la Argentina con su esposa, Cristine Springmann. Su hijo Pieter Siemsen siguió a sus padres en la emigración en 1937.
Se sumó como docente a la Pestalozzi Schule o Colegio Pestalozzi, donde enseñó historia y alemán, materias que ya había impartido en Alemania en el nivel medio y universitario.  
Fue un gran protagonista de la organización antinazi DAD (Das Andere Deutschland),en castellano "La Otra Alemania"  y estuvo al frente de la publicación del  mismo nombre (Friedmann, 2010).

### Escritos
En 1937  Siemsen escribió su obra  Die Tragödie Deutschlands und die Zukunft der Welt. Aufsätze und Reden. Buenos Aires, Editorial Cosmopolita.  Ese mismo año escribió también  Preußen. Die Gefahr Europas.
Posteriormente en la década siguiente escribió el libro Deutsche Gedichte von Goethe bis Brecht. Buenos Aires  (1944). El libro fue ilustrado por Clement Moreau. Se trata de un tomo de poesías pensado para alumnos de quinto a séptimo grado de los colegios alemanes en Argentina (Schnorbach, 2005).

### Retorno a Alemania
En 1952 Siemsen retornó a Alemania Occidental junto a su mujer a la ciudad de Osnabruck. Se radicó en 1955 en la República Democrática de Alemania (RDA) . Allí se afilió al SED  (Partido Comunista Único) si bien se lo aisló por su pasado socialdemócrata durante la república de Weimar.

### Fallecimiento
Falleció en Berlín Oriental el 25 de marzo de 1958. Pieter Siemsen, su hijo, regresó a la Argentina y  tuvo  a su vez dos hijas, Cristina y Anita. Esta última fue docente en la Pestalozzi Schule.